# Pedro Cazanova
Pedro Cazanova est un DJ, producteur et remixeur portugais. 

## Biographie
Il est connu notamment pour son single house de l'été 2009 Selfish Love. Le single reste no 1 du hit-parade portugais durant 7 semaines.
En 2013, il fonde le label discographique Symphonik Records, sur lequel il publie son premier album Pedro Cazanova en 2014.

## Discographie

### Compilations
- 2009 : Portugal Night 2009

### Singles
- 2009 : Selfish Love (POR : 1er)
- 2010 : My First Luv (POR : 9e)
- 2010 : My Body and Soul
- 2011 : Go Where the Love Is